# Pazarköy, Eğirdir
Pazarköy là một thị trấn thuộc huyện Eğirdir, tỉnh Isparta, Thổ Nhĩ Kỳ. Dân số thời điểm năm 2011 là 842 người.